# 皇甫誕
皇甫誕（554年—604年），表字玄憲，一作玄虑，安定郡朝那县（今宁夏回族自治区固原市泾源县）人，北周、隋朝官员。

## 生平
北周畢王宇文賢召皇甫誕为仓曹参军。隋朝建立，担任兵部侍郎。数年出任魯州長史。開皇年間召還，历任比部侍郎、刑部侍郎，有能干的名声。转任治書侍御史。担任河南道大使，安辑流民。回朝担任判大理少卿。翌年，转任尚書右丞。母亲去世，守丧去職。守丧期满，命令起用就職治事，转任尚書左丞。
597年（開皇十七年）、漢王楊諒担任并州总管，皇甫誕担任并州总管司馬，作为汉王的辅佐。604年（仁寿四年），隋煬帝即位，征召楊諒入朝，楊諒被王頍劝说、起兵作乱。皇甫誕多次劝諫，楊諒不听将他投入獄中。楊素率軍征讨楊諒，楊諒到清源出击楊素。主簿豆盧毓想要把皇甫誕放出獄，夺取并州城，不让楊諒回城。楊諒回军攻破并州太原城，殺害皇甫誕，时年五十一。後煬帝追贈他为柱国，追封弘義公。谥号明。

## 家庭

### 曾祖
- 皇甫重华，北魏使持节、龙骧将军、梁州剌史

### 祖父
- 皇甫邕，北魏雍州赞治，赠使持节、散骑常侍、车骑大将军、仪同三司、胶泾二州刺史

### 父亲
- 皇甫璠，北周使持节、骠骑大将军、开府仪同三司、随州刺史、长乐恭侯

### 兄弟
- 皇甫谅，北周吏部下大夫

### 子女
- 皇甫无逸，唐朝上柱国、刑部尚书、滑良公
- 皇甫无易，唐朝曹王府司马、上骑都尉[2]

## 文内脚注
1. ↑  唐代歐陽詢書，于志寧製文《皇甫誕君碑》記載，皇甫誕，字玄憲。
2. ↑  刘文 / 杜镇. . 西安: 三秦出版社. 2022年2月: 34–35. ISBN 9787551825757 （中文（简体））.